# Ruyschia phylladenia
Ruyschia phylladenia là một loài thực vật có hoa trong họ Marcgraviaceae. Loài này được Sandwith miêu tả khoa học đầu tiên năm 1930.